# Zelotes yani
Zelotes yani är en spindelart som beskrevs av Yin, Bao och Zhang 1999. Zelotes yani ingår i släktet Zelotes och familjen plattbuksspindlar. Inga underarter finns listade i Catalogue of Life.